# Madascincus minutus
Madascincus minutus là một loài thằn lằn trong họ Scincidae. Loài này được Raxworthy & Nussbaum miêu tả khoa học đầu tiên năm 1993.